# Aloe gilbertii
Aloe gilbertii är en grästrädsväxtart som beskrevs av T.Reynolds, Sebsebe Demissew och Brandham. Aloe gilbertii ingår i släktet Aloe och familjen grästrädsväxter.
Artens utbredningsområde är Etiopien.

## Underarter
Arten delas in i följande underarter:
- A. g. megalacanthoides
- A. g. gilbertii